# アイク (消費者金融)
アイク (AIC) は、かつて存在した日本の消費者金融会社で、その後は一時、アメリカ系消費者金融会社のCFJ株式会社のブランドとなっていた。

## 歴史

### アイク株式会社
フォード・モーターの金融子会社である、アメリカのアソシエーツ・ファースト・キャピタル (Associates First Capital Corp; AFCC) の子会社、カナダオンタリオ州のAICアソシエーツ・カナダ・ホールディングス (AIC Associates Canada Holdings Inc.) の日本法人として、1979年に設立され営業を行っていた。証券業登録 関東財務局長(4)第920号。日本上陸時の社名は日本アソシエイツ・ファイナンシャル・サービスで1986年にアイク株式会社に社名変更。
2000年、AFCCを含むAFCグループはフォードからシティグループに売却され、アイクもシティグループの一員となった。
シティーグループの日本での消費者金融事業は米系消費者金融の日本上陸が相次いだ時期に設立されたファースト・ナショナル・日本信販（シティーコープの出資比率40%　1972年に営業開始）が存在し、アソシエーツ買収を通じての日本進出は二度目となる。
最終的に、ダラスのアソシエーツ・インターナショナル・ホールディングス (Associates International Holdings Corporation; AIHC) の子会社の、ニューヨークのTRV/RCM/LP (TRV/RCM/LP Corporation) が、最大株主となった。AIHCは、AFCグループの一員で、ディックファイナンスの親会社でもあった。

### 日本市場への定着
日本上陸から長年アイクの社長を務めたウィルフレッド・Y・ホリエが語るところによれば1977年（昭和52年）、背後にチェースマンハッタン銀行が控えている日本アブコ・ファイナンス・サービスから始まった米系消費者金融11社の日本上陸は、世界的企業が背後に控えているために「黒船」として日本の同業者に警戒された。アイクはこの中では最後発として日本に進出し東京の西新橋に一号店を出店。
大手各社が当時の出資法の上限金利109.5%に近い金利で融資を行っていた時に、大蔵省が外資100%子会社設立の条件として貸出金利年利48%を条件としたため国内の同業者と比較して低金利で融資を行っていた（国内事業者に金利の引き下げを促す意図があったとホリエは考えている）。
国内事業者の反対で全情連を利用する事ができず顧客への面接に時間をかけたこと、国内事業者との差別化から信用度の高い顧客を対象とするアピールを行った事がそれがハードルを高くした。ウィルフレッド・Y・ホリエが「アメリカ流ビジネスの常識が通用しない」と表現しているように、日本人の心理にあった借り入れ状況・返済余力などのヒアリング、日本人には馴染みにくい社名、出店場所からカウンターの高さまで日本には適さないなど米系は日本で事業展開を行う上でノウハウが不足していたため米系事業者の撤退が相次ぎ、ハウスホールドやベネフィシャルといった日本から撤退する米系消費者金融から債権を買収。1986年（昭和61年）にアイクと共に最後まで日本市場に残っていた日本アブコを買収した他、経営状況が悪化した日本の中堅業者の債権や会社そのものの買収で規模を拡大した。

### アイクマスターカード
1993年にMasterCard Internationalからマスターカード発行の認可を取得。アイクカードサービスというグループ会社を通じてアイクマスターカード　エグゼチャージという年利29.2%のリボルビング専用クレジットカードを発行していた。入会審査やカードの発行はクレディセゾンに委託されていた。

### CFJへの合併
2003年1月に、アメリカの大手金融グループのシティコープ（現シティグループ）が資本参加していた消費者金融3社、アイク、ディックファイナンス、ユニマットライフが、ディックファイナンスを存続会社として合併し、CFJとなった。
アイクの名はCFJが展開する消費者金融業ブランドの一つとして存続した。

### ディックへの統合
2006年上半期から、CFJのサービスの充実を図るため「ディックが大きくなって生まれ変わります」のキャッチフレーズの元、同社のもう一つの傘下ブランド「ディック」に統合されることになった。